# Suta Pitaca
Suta ou Sutra Pitaca (suttapiṭaka; ou Suttanta Pitaka; em sânscrito, सूत्र पिटक Sūtra Piṭaka) é a segunda de três divisões do Tripitaca ou cânone páli, a grande coleção páli de escrituras budistas, preservadas pela tradição Teravada do budismo. O Suta Pitaca contém mais de 10 000 sutas (discursos) atribuídos ao Buda ou seus alunos próximos.

## Conteúdo
Existem cinco nicaias (coleções) de sutas:
1. Diga Nicaia (dīghanikāya), os discursos "longos"..
2. Majima Nicaia, os discursos de "extensão média".
3. Samiuta Nicaia (saṃyutta-), os discursos "conectados".
4. Angutara Nicaia (aṅguttara-), os discursos "numéricos".
5. Cudaca Nicaia, a "coleção menor".